# هيو هوبر
هيو هوبر (بالإنجليزية: Hugh Hopper)‏ هو عازف قيثارة وملحن بريطاني، ولد في 29 أبريل 1945 في كانتربيري في المملكة المتحدة، وتوفي في 7 يونيو 2009 بسبب ابيضاض الدم.

## وصلات خارجية
- الموقع الرسمي
- هيو هوبر على موقع IMDb (الإنجليزية)
- هيو هوبر على موقع ميوزك برينز (الإنجليزية)
- هيو هوبر على موقع إن إن دي بي (الإنجليزية)
- هيو هوبر على موقع أول ميوزيك (الإنجليزية)
- هيو هوبر على موقع ديسكوغز (الإنجليزية)